# Fetih I Giray
Fetih I Giray, född okänt år, död 1597, var Krimkhanatets khan 1596–1597. 